# Пятина

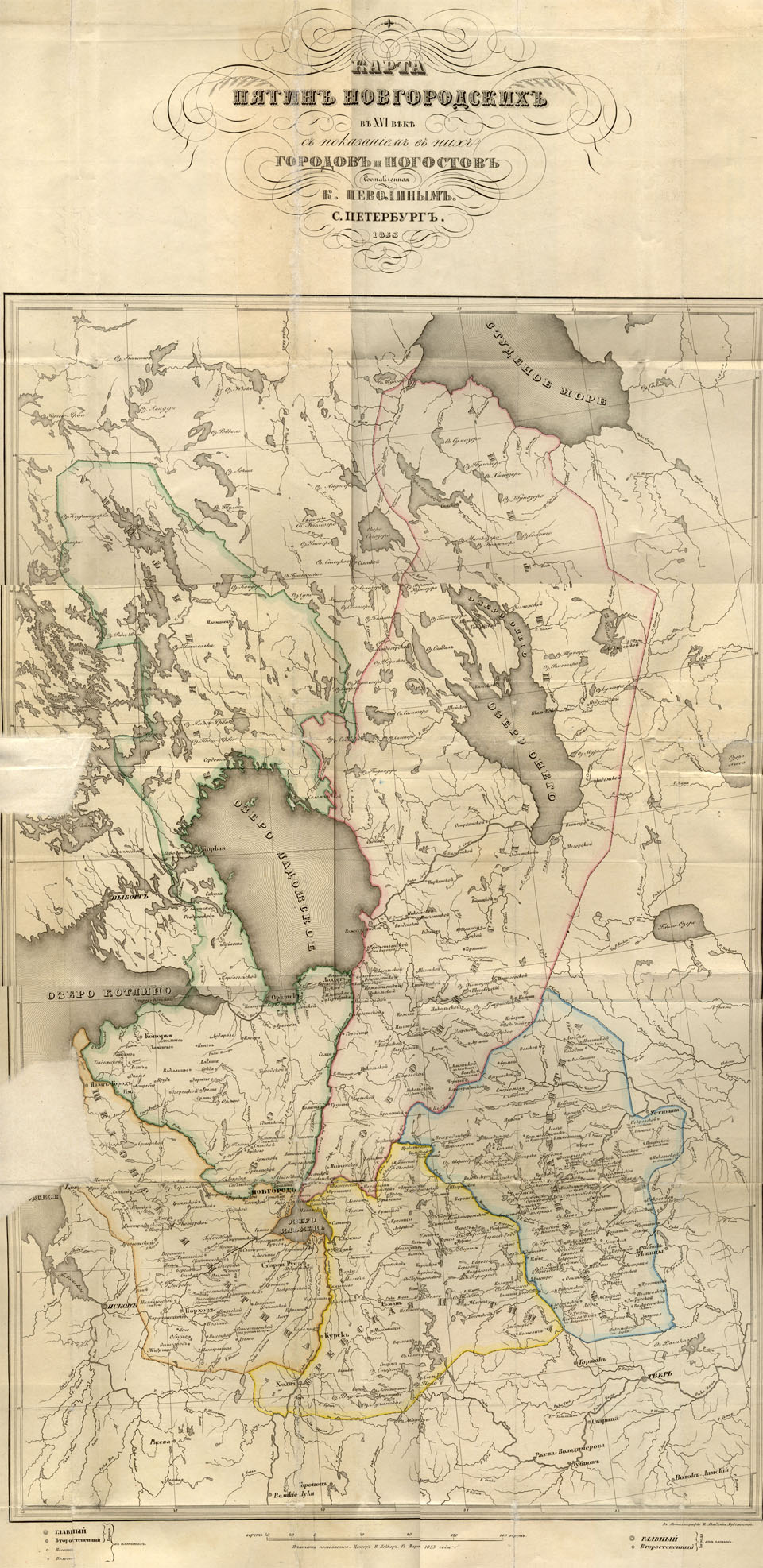
Пятины Новгородской земли. XVI век

Пяти́на — административно-территориальная единица (дословно — «пятая часть земли»), применявшаяся в различных славянских государствах с глубокой древности, в частности, в Новгородской республике.

## Пятины в Ирландии
В Ирландии существовали до норманнского завоевания в IX веке и являлись малыми королевствами, добровольно подчинёнными Верховному Королю. Такое деление являлось сакральным и происходит, по-видимому, из легенды о Деревьях Да Дерга. Земли эти назывались: Улад, Коннахт, Лейнстер, Манстер и центральная — Миде (ныне Мит). В свою очередь, дворец Верховного Короля на холме Тара также повторял сакральное строение страны, имея отдельные покои, посвящённые каждой из пятин.

## Пятины в России
До XVIII века существовали в Новгородской земле, окончательно упразднены в 1775 году.
Система пятин окончательно сформировалась к XV веку. В каждой пятине было по нескольку присудов (уездов), в каждом присуде (уезде) — по нескольку погостов и волостей.
В XVI веке пятины были разделены на половины (полупятины). Время возникновения пятинного деления неизвестно (в летописных источниках сведения отсутствуют), но существуют две гипотезы:
1. пятинное деление существовало до присоединения к Русскому государству в 1478 году, она опирается на сообщение Сигизмунда фон Герберштейна побывавшего в Новгороде в 1517 и 1526 годах, сообщавшего о существовании такого делении прежде — во времена Новгородской республики, которое происходило от деления Новгорода на пять концов. Впервые такое предположение было предложено К. А. Неволиным (в XIX веке)[5].
2. пятинное деление появилось после присоединения к Русскому государству в 1478 году, после помещения московских дворян и детей боярских на конфискованных землях у новгородских вотчиников. Это мнение впервые сформулировано А. М. Андрияшевым в начале XX века[6], его аргументом было то, что такое деление отвечало нуждам поместной системы, внедрённой Иваном III.

До губной реформы какой-либо централизованной администрации в пятинах, по-видимому, не было.

### Территории пятин
Впервые границы пятин были нанесены на географическую карту в начале XIX века А. Лербергом, существенно уточнены карты были К. А. Неволиным в середине XIX века, подробные карты с делением на погосты и со списками селений были опубликованы в начале XX века А. М. Андрияшевым.
- Водская, около озера Нево (Ладожское озеро);
- Обонежская, до Белого моря;
- Бежецкая, до Мсты;
- Деревская, до Ловати;
- Шелонская, от Ловати до Луги.